# Alfred Hermann Fried
Alfred Hermann Fried (11. listopadu 1864, Vídeň – 5. května 1921, Vídeň) byl rakouský židovský pacifista, publicista, žurnalista, spoluzakladatel německého mírového hnutí a laureát (s Tobiasem Asserem) Nobelovy ceny za mír roku 1911.

## Dílo
- Lehrbuch der internationalen Hilfssprache “Esperanto” mit Wörterbuch in Esperanto-Deutsch und Deutsch-Esperanto, Berlin-Schönberg: Esperanto-Verlag, 1903 pr. Pass & Garleb, Berlin 18x12cm II, 120p.
- Das Abrüstungs-Problem: Eine Untersuchung. Berlín, Gutman, 1904.
- Abschied von Wien – eLibrary Austria Project (text v němčině)
- Německý císař a mír světa, s předmluvou Normana Angella. Londýn, Hodder & Stoughton, 1912.
- Die Grundlagen des revolutionären Pacifismus. Tübingen, Mohr, 1908. Přeloženo do francouzštiny Jeanem Lagorgette jako Les Bases du pacifisme: Le Pacifisme réformiste et le pacifisme „révolutionnaire“. Paříž, Pedone, 1909.
- Handbuch der Friedenshewegung. Wien, Oesterreichischen Friedensgesellschaft, 1905. 2. edice, Lipsko, Verlag der „Friedens-Warte“, 1911.
- „Intelektuální hladomor v Německu a Rakousku“, in Nation, 110 (20. března 1920) 367–368.
- Mezinárodní spolupráce. Newcastle-on-Tyne, Richardson [1918].
- Das internationale Leben der Gegenwart. Lipsko, Teubner, 1908.
- „Liga národů: Etická instituce“, 21. srpna 1920, 440-443.
- Mein Kriegstagebuch. 4 Bde. Zürich, Rascher, 1918-1920.
- Pan-Amerika. Zürich, Orell-Füssli, 1910.
- Obnovení Evropy, přel. Lewis Stiles Gannett. New York, Macmillan, 1916.
- Der Weltprotest gegen den versailler Frieden. Lipsko, Verlag der Neue Geist, 1920.
- Die zweite Haager Konferenz: Ihre Arbeiten, ihre Ergebnisse, und ihre Bedeutung. Lipsko, Nachfolger [1908].